# Monero
Monero – kryptowaluta typu open-source stworzona w kwietniu 2014 r., Która koncentruje się na prywatności i decentralizacji. Monero używa zaciemnionej księgi publicznej, co oznacza, że każdy może wysyłać transakcje, ale żaden zewnętrzny obserwator nie może poznać źródła, kwoty lub miejsca przeznaczenia. Monero używa mechanizmu Proof of Work do wydawania nowych monet i zachęcania górników do zabezpieczenia sieci i sprawdzania poprawności transakcji.
Prywatność zapewniona przez Monero przyciąga nielegalne wykorzystanie przez osoby zainteresowane unikaniem egzekwowania prawa (został wykorzystany podczas ataków ransomware WannaCry) lub osób kupujących nielegalne substancje w darknecie. Mimo to Monero polecany jest dla osób szukających prywatności finansowej, ponieważ płatności i salda kont pozostają całkowicie ukryte, co nie jest standardem dla większości kryptowalut.

## Architektura

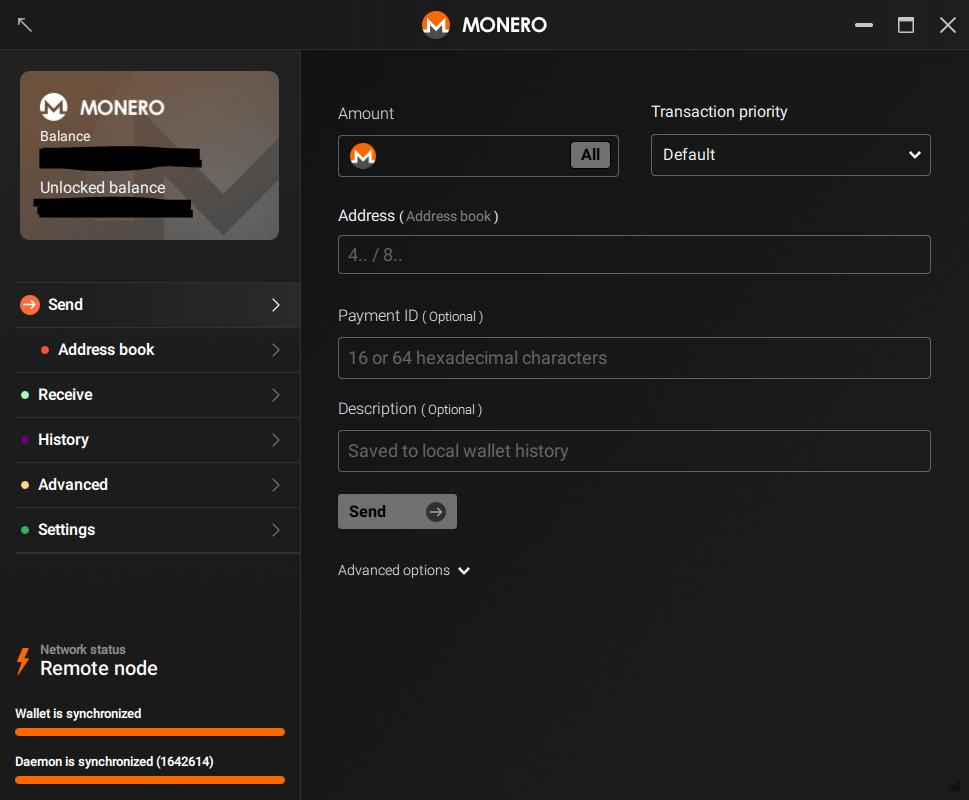
Monero GUI 0.12.3.0 na Windows 10

W przeciwieństwie do wielu kryptowalut, które są pochodnymi Bitcoin, Monero opiera się na CryptoNight proof-of-work hash algorithm, który pochodzi z protokołu CryptoNote. Posiada znaczące różnice algorytmiczne związane z zaciemnianiem blockchain.
W szczególności podpisy pierścieniowe łączą dane wejściowe wydawcy z grupą innych, co utrudnia wykładniczo powiązanie każdej kolejnej transakcji.
Ponadto, „stealth addresses” generowane dla każdej transakcji uniemożliwia odkrycie faktycznego adresu docelowego transakcji przez kogokolwiek innego niż nadawca i odbiorca. Wreszcie mechanizm „ring confidential transactions” ukrywa przekazaną kwotę.
Monero zaprojektowano tak, aby był odporny na układy ASIC, które są powszechnie wykorzystywane do wydobywania innych kryptowalut, takich jak Bitcoin. Może być wydajnie wydobywany na sprzęcie klasy konsumenckiej, takim jak x86, x86-64, ARM i GPU.

## Możliwość powiązania transakcji
W kwietniu 2017 r. badania wykazały trzy główne zagrożenia dla prywatności użytkowników Monero. Pierwsze polega na wykorzystaniu wielkości sygnatury pierścienia równej zeru i możliwości zobaczenia wielkości wyjściowych. Drugie, opisane jako „Leveraging Output Merging”, obejmuje śledzenie transakcji, w których dwa wyjścia należą do tego samego użytkownika, na przykład, gdy użytkownik wysyła fundusze do siebie („ubijanie”). Wreszcie trzecie zagrożenie, „analiza temporalna”, pokazuje, że przewidywanie właściwych wyników w sygnaturze pierścieniowej może być potencjalnie łatwiejsze niż wcześniej sądzono.
Zespół projektowy Monero zajął się pierwszą sprawą w styczniu 2017 r., przed faktycznym opublikowaniem dokumentu badawczego, wprowadzając transakcje Ring Confidential Transactions (RingCT), a także nakazując minimalny rozmiar podpisów pierścieniowych w aktualizacji protokołu z marca 2016 r. Deweloperzy Monero zauważyli również, że Monero Research Labs, ich dział akademicki i badawczy, zauważył i przedstawił niedociągnięcia w dwóch publicznych pracach badawczych już w 2014 i 2015 roku.
W styczniu 2018 r. Bloomberg zasugerował, że hakerzy, którzy ukradli około 500 milionów tokenów NEM (530 milionów dolarów) z giełdy Coincheck, mogli prać skradzione fundusze przez usługę taką jak ShapeShift, aby przekształcić fundusze w Monero